# Овденко, Владимир Иванович
Владимир Иванович Овденко — советский хозяйственный, государственный и политический деятель.

## Биография
Родился в 1933 году. Член КПСС.
С 1956 года — на хозяйственной, общественной и политической работе. В 1956—2007 гг. — горный мастер, механик, начальник смены, помощник главного инженера на шахте № 40 объединения «Воркутауголь», инженер на шахте «Полысаевская-2», второй секретарь Ленинск-Кузнецкого горкома КПСС, первый секретарь Междуреченского горкома КПСС, заведующий отделом науки и учебных заведений Кемеровского обкома КПСС, первый секретарь Кемеровского горкома КПСС, заместитель председателя Президиума Кемеровского научного центра СО РАН.
Избирался депутатом Верховного Совета РСФСР 11-го созыва. Делегат XXVII съезда КПСС и XIX конференции КПСС.
Умер в Кемерове в 2007 году.